# Fibrocapsa japonica
Fibrocapsa japonica S.Toriumi & H.Takano, 1973 è una microalga marina flagellata, che appartiene alla classe delle Raphidophyceae.

## Distribuzione e presenza in Italia
È una specie tipica dei climi caldi e tropicali, ma negli ultimi anni è presente anche sulle coste italiane. La fioritura dell'alga è stata segnalata nelle acque del litorale di Massa Carrara fin dagli anni 2000 dal Laboratorio provinciale del Dipartimento ARPA Toscana di Massa (Mar Tirreno). Presente anche nel mar Adriatico (Emilia Romagna, Molise, Marche, Veneto) e coste della Sicilia (2012).
La fioritura algale in estate si presenta con colorazioni delle acque giallo brune in vicinanza della costa. Le fioriture mostrano caratteristiche "risalite" sulla superficie nelle ore più calde della giornata.

## Fattori che ne favoriscono la proliferazione in mare
I fattori che ne favoriscono la riproduzione/proliferazione rapida, detta bloom algale, sono comuni a tutti i vegetali: la presenza in acque di azoto e fosforo che vengono apportati al mare dai fiumi, in più nei tratti in cui vi è ristagno di acqua, o per mancanza di correnti, o per la costruzione di pennelli a difesa della costa, l'aumento di temperatura già da 22-23 °C.
Quando si verifica la fioritura dell'alga, le acque in superficie possono presentare colorazioni
anomale e talvolta chiazze marrone giallo od opalescenza..

## Descrizione
Cellule con morfologia estremamente variabile, da ovali a rotonde a rettangolari; quasi piriformi. Moderatamente mobili. Cellule solitarie, lunghe 20-37 μm, larghe 15-24 μm, con due flagelli eterodinamici inseriti in una piccola depressione subapicale, quello anteriore serve per la propulsione e quello posteriore (rigida) assicura la direzione del movimento. Solitamente il flagello posteriore è difficilmente osservabile.
Molti cloroplasti discoidali, giallo brunio dorato-bruni, così addensati gli uni agli altri da apparire un unico plastidio reticolato. Ciascun cloroplasto è dotato di pirenoide. Nella parte posteriore della cellula si accumulano grandi mucocisti di forma bastoncellare, visibili al microscopio ottico. i comuni fissativi provocano la rottura del plasmalemma e la conseguente deformazione della cellula che assume l'aspetto di una mora. Sono scritte cisti di forma sferica(15-20um).

## Tossicità
La fioritura dell'alga può causare un'intossicazione che va a colpire i pesci (ittiotossica), responsabile di forti morie soprattutto in impianti di maricoltura giapponesi. È inoltre associata a morie di mammiferi marini. I meccanismi che portano alla morte la fauna marina non sono del tutto chiari; in altre Raphidophyceae, sono implicate una neurotossina, emolisine, emoagglutinine e radicali dell'ossigeno e ciò provoca una emorragia sul e nel corpo di tali animali.
Non si riscontrano tossicità sull'uomo.

## Cosa si fa per contenere il fenomeno
Con l'entrata in vigore, il 25 maggio 2010, del decreto 30 marzo 2010, attuativo del D.Lgs 116/2008, in Italia è diventato obbligatorio (art.3) effettuare monitoraggi in aree a rischio di O. ovata e altre alghe potenzialmente tossiche (Ostreopsis ovata, Coolia monotis, Prorocentrum lima,ecc.).
Infatti le Agenzie Regionali per la Protezione Ambientale (ARPA) nei litorali marini dove si è conclamato il fenomeno sopra descritto, ricercano nei periodi estivi, fin prima che si stiano per verificare le condizioni critiche, la loro presenza e ne tengono sotto controllo il numero nell'acqua di mare e avvertono i comuni e le ASL di competenza quando il numero supera le 10000 unità cellulari su litro (come da "Linee guida del Ministero della Salute" della Repubblica Italiana).